# Chamaeleo monachus
Il camaleonte di Socotra (Chamaeleo monachus (Gray, 1865)) è un rettile della famiglia Chamaeleonidae, endemico dell'omonima isola dello Yemen.

## Distribuzione e habitat
L'areale di questa specie è ristretto all'isola di Socotra (Yemen).

## Conservazione
La IUCN Red List classifica C. monachus come specie prossima alla minaccia di estinzione (Near Threatened).